# Emma Pooley
Emma Jane Pooley (* 3. Oktober 1982 in London) ist eine britische, seit Mitte 2020 Schweizer Radrennfahrerin, Langstreckenläuferin, Duathletin und Triathletin. Sie ist dreifache Olympiastarterin (2008, 2012, 2016), Zeitfahren-Weltmeisterin (2010), Duathlon-Europameisterin (2017) und vierfache Weltmeisterin auf der Duathlon-Langdistanz (2014–2017).

## Sportlicher Werdegang
Emma Pooley wurde in London geboren, wuchs in Norwich auf und studierte später in Cambridge. Sie begann ihre Laufbahn als Langstrecken-Läuferin und Triathletin, bis sie wegen einer Verletzung zum Radsport wechselte. 2020 erhielt sie die Schweizer Staatsbürgerschaft.

### Weltmeisterin Duathlon Kurzdistanz 2004
2004 wurde sie Duathlon-Weltmeisterin in ihrer Altersgruppe (Frauen 20–24).
Seit 2005 lebt Emma Pooley in der Schweiz, in Hausen am Albis im Kanton Zürich.
2007 wurde sie für die Straßen-Weltmeisterschaften nominiert und beendete diese mit einem achten Platz im Einzelzeitfahren und einem zehnten im Straßenrennen.

### Olympische Sommerspiele 2008
2008 gewann Emma Pooley das Weltcup-Rennen um den Trofeo Alfredo Binda. Bei den Olympischen Spielen 2008 in Peking wurde sie 23. im Straßenrennen, nachdem sie ihre Mannschaftskollegin Nicole Cooke erfolgreich bei deren Sieg des Rennens unterstützt hatte. Im Einzelzeitfahren gelang Pooley ihr bisher dahin größter Erfolg, der Gewinn der Silbermedaille hinter der US-Amerikanerin Kristin Armstrong.
2009 wurde Pooley Britische Meisterin im Einzelzeitfahren und konnte mehrere wichtige Siege erzielen, so etwa den der Grande Boucle Féminine. 2010 entschied sie die Flèche Wallonne für sich. Im selben Jahr errang sie in Geelong den Weltmeister-Titel im Einzelzeitfahren. Damit ist sie die erste Britin, die im Zeitfahren einer Straßenweltmeisterschaft eine Goldmedaille gewonnen hat.
In den Jahren 2010 und 2011 fuhr sie für das Cervelo Test Team bzw. dessen Nachfolger Garmin-Cervélo und wechselte nach dessen Auflösung im Jahr 2012 zum niederländischen Radsportteam AA Drink-leontien.nl. Beim Giro d’Italia Femminile 2011 und 2012 belegte sie jeweils Rang zwei der Gesamtwertung.
Emma Pooley studierte Geotechnik. 2013 promovierte sie, weshalb sie in diesem Jahr keinen Vertrag bei einem Team hatte. Sie wechselte zum Schweizer Bigla Cycling Team, wo sie 2013 als Amateurin startete. Neben Radrennen bestritt sie 2013 auch sehr erfolgreich Langdistanz-Triathlons: Im Juni gewann sie die Premiere des Swissman Xtreme Triathlon mit Start in Ascona und Ziel auf der Kleinen Scheidegg. Fünf Wochen später wurde sie Fünfte beim Ironman Switzerland und im Oktober gewann sie den Lausanne-Marathon.

### Weltmeisterin Duathlon Langdistanz 2014
Im Mai 2014 wurde sie Zweite beim Ironman 70.3 Switzerland auf der halben Ironman-Distanz (1,9 km Schwimmen, 90 km Radfahren und 21,1 km Laufen). Während der Commonwealth Games 2014 kündigte Emma Pooley an, dass das dort stattfindende Straßenrennen ihr letztes als Elite-Radsportlerin sein werde. Sie werde aber weiterhin an Hobby-Rennen sowie an Duathlon-Veranstaltungen teilnehmen.
Die letzten Rennen beendete sie mit dem Gewinn der Silbermedaille jeweils im Straßenrennen und Einzelzeitfahren.
Im September 2014 stellte sie in 6:47:27 h einen neuen Streckenrekord bei der Duathlon-Weltmeisterschaft in Zofingen auf und krönte sich damit bei ihrem ersten Start auf der Duathlon-Langdistanz gleich zur Weltmeisterin. 2015 entschied sie erneut die Weltmeisterschaft für sich.

### Olympische Sommerspiele 2016
Im August bei den Olympischen Spielen hat sie in Rio de Janeiro Rang 14 im Einzelzeitfahren belegt und belegte im Straßenrennen den 53. Rang. Im September 2016 wurde sie zum dritten Mal in Folge Duathlon-Weltmeisterin auf der Langdistanz.

### Europameisterin Duathlon Mitteldistanz 2017
Im Mai 2017 gewann Pooley die Duathlon-Europameisterschaft auf der Mitteldistanz und im September wurde sie zum vierten Mal in Folge Duathlon-Weltmeisterin beim Powerman Zofingen. Seit 2017 tritt sie im Duathlon und Triathlon nicht mehr international in Erscheinung.
Pooley absolvierte im Juli 2020 in Haggenegg (Schweiz) 8848 Höhenmeter auf dem Rennrad mit einer Gesamtzeit von 8:53:36 h und blieb bei den Frauen damit erstmals unter neun Stunden.

### Berglauf und Trailrunning
Pooley nimmt seit ihrer Kindheit an Laufwettkämpfen teil. Im Jahr 2013 wurde sie Zweite beim Jungfrau-Marathon und gewann den Lausanne-Marathon in einer Zeit von 2:44:28.
Im Jahr 2021 wurde sie Schweizer Meisterin im Trailrunning über 50 km. 2022 vertrat sie die Schweiz bei den Berg- und Traillauf-Weltmeisterschaften in Thailand und belegte den 11. Platz über 80 km. Bei den Berg- und Traillauf-Weltmeisterschaften 2023 erreichte sie im Trail Short Platz 42 in der Einzel- und Platz 2 in der Teamwertung. Nur eine Woche später siegte sie im Rahmen des Zugspitz Ultratrails beim Garmisch-Partenkirchen Trail, Teil der nationalen Golden Trail Series, über 32 km. Anfang Juli 2023 siegte sie beim Halbmarathon des Gornergrat Zermatt-Marathons mit neuem Streckenrekord.

## Sportliche Erfolge
| Datum/Jahr    | Rang | Wettbewerb                           | Austragungsort | Zeit        | Bemerkung |
| ------------- | ---- | ------------------------------------ | -------------- | ----------- | --- |
| 3. Aug. 2014  | 2    | Commonwealth Games 2014              | Glasgow        | 02:39:08    | Straßenrennen 98,1 km |
| 31. Juli 2014 | 2    | Commonwealth Games 2014              | Glasgow        | 00:42:31,49 | Einzelzeitfahren 29,6 km |
| 2014          |      | Giro d’Italia Femminile              | Italien        |             | drei Etappensiege |
| 2012          | 2    | Giro d’Italia Femminile              | Italien        |             | Zweite hinter der Niederländerin Marianne Vos – wie schon im Vorjahr                                                                                           |
| 2011          | 2    | Giro d’Italia Femminile              | Italien        |             | |
| 21. Juni 2009 | 1    | Grande Boucle Féminine               | Frankreich     | 07:24:36    | |
| 29. Sep. 2007 | 1    | UCI-Straßen-Weltmeisterschaften 2010 | Melbourne      | 00:32:48,44 | Einzelzeitfahren 22,8 km |
| 24. Juni 2007 | 3    | Grande Boucle Féminine               | Frankreich     |             | |
| 13. Aug. 2008 | 2    | Olympische Sommerspiele 2008         | Peking         | 00:35:15:99 | Olympiazweite im Einzelzeitfahren – nachdem sie lange in Führung lag, wurde sie von der US-Amerikanerin Kristin Armstrong noch auf den zweiten Platz verdrängt |
| 10. Aug. 2008 | 23   | Olympische Sommerspiele 2008         | Peking         |             | Straßenrennen |
| 29. Sep. 2007 | 8    | UCI-Straßen-Weltmeisterschaften 2007 | Stuttgart      | 00:36:16    | Einzelzeitfahren |
| 29. Sep. 2007 | 10   | UCI-Straßen-Weltmeisterschaften 2007 | Stuttgart      | 03:52:00    | Straßenrennen |

| Datum/Jahr    | Rang | Wettbewerb                | Austragungsort   | Zeit     | Bemerkung                                                                                            |
| ------------- | ---- | ------------------------- | ---------------- | -------- | --- |
| 27. Juli 2017 | 2    | Triathlon EDF Alpe d’Huez | Alpe d’Huez      | 06:46:35 | Zweite auf der Langdistanz (2,2 km Schwimmen, 118 km Radfahren und 20 km Laufen) hinter Tine Deckers |
| 5. Juni 2016  | 2    | Ironman 70.3 Switzerland  | Rapperswil-Jona  |          | |
| 23. Apr. 2016 | 3    | Challenge Fuerteventura   | Fuerteventura    | 04:42:26 | Dritte auf der Halbdistanz                                                                           |
| 15. Aug. 2015 | 1    | Embrunman                 | Embrun           | 10:57:56 | |
| 22. März 2015 | 9    | Ironman Melbourne         | Melbourne        | 09:20:29 | |
| 21. Feb. 2015 | 1    | Challenge Philippines     | Morong           | 04:41:51 | |
| 1. Juni 2014  | 2    | Ironman 70.3 Switzerland  | Rapperswil-Jona  | 04:12:01 | [ 14 ]                                                                                               |
| 28. Juli 2013 | 5    | Ironman Switzerland       | Zürich           | 09:44:57 | Langdistanz-Triathlon (3,86 km Schwimmen, 180,2 km Radfahren, 42,195 km Laufen)                      |
| 28. Juni 2013 | 1    | Swissman Xtreme Triathlon | Kleine Scheidegg |          | Siegerin der Erstaustragung mit Start in Ascona und Ziel auf der Kleinen Scheidegg                   |

| Datum/Jahr    | Rang | Wettbewerb                                                 | Austragungsort | Zeit     | Bemerkung                                                                                    |
| ------------- | ---- | ---------------------------------------------------------- | -------------- | -------- | -------------------------------------------------------------------------------------------- |
| 3. Sep. 2017  | 1    | ITU Long Distance Duathlon World Championships             | Zofingen       | 07:21.04 | zum vierten Mal in Folge Duathlon-Weltmeisterin auf der Langdistanz beim Powerman Zofingen   |
| 21. Mai 2017  | 1    | ETU Powerman Long Distance Duathlon European Championships | Sankt Wendel   | 03:19:48 | Duathlon-Europameisterschaft Langdistanz                                                     |
| 30. Apr. 2017 | 2    | Rheintal Duathlon                                          | Marbach        | 00:57:23 | 4 km Laufen, 17 km Radfahren und 4 km Laufen                                                 |
| 4. Sep. 2016  | 1    | ITU Long Distance Duathlon World Championships             | Zofingen       | 07:06:16 | beim Powerman Zofingen                                                                       |
| 6. März 2016  | 1    | Powerman Malaysia                                          | Putrajaya      | 02:57:27 |                                                                                              |
| 6. Sep. 2015  | 1    | ITU Long Distance Duathlon World Championships             | Zofingen       | 07:01:49 | Duathlon-Weltmeisterin auf der Langdistanz beim Powerman Zofingen                            |
| 7. Sep. 2014  | 1    | ITU Long Distance Duathlon World Championships             | Zofingen       | 06:47:27 | Duathlon-Weltmeisterin auf der Langdistanz – mit neuem Streckenrekord beim Powerman Zofingen |
| 30. Mai 2004  | 1    | ITU Duathlon World Championship 20–24                      | Geel           |          | Weltmeisterin auf der Duathlon-Kurzdistanz in der Altersgruppe F20–24                        |

| Datum/Jahr   | Rang | Wettbewerb           | Austragungsort | Zeit       | Bemerkung |
| ------------ | ---- | -------------------- | -------------- | ---------- | --------- |
| 8. Juli 2019 | 1    | Stanserhorn-Berglauf | Stans          | 01:16:55   | [ 16 ]    |
| Okt. 2013    | 1    | Lausanne-Marathon    | Lausanne       | 02:44:28,2 |           |

(DNF – Did Not Finish)

## Ehrungen
2023 wurde Emma Pooley in die British Cycling Hall of Fame aufgenommen.

## Teams
- 2006 Team FBUK
- 2007 Team Specialized Designs for Women
- 2008 Specialized Designs for Women
- 2009 Cervélo Test Team
- 2010 Cervélo Test Team Women (Niederlande)
- 2011 Garmin-Cervélo
- 2012 AA Drink-leontien.nl
- 2013 Bigla Cycling Team (Start als Amateurin)
- 2014 Lotto Belisol Ladies (bis 3. August)
- 2016 Lotto Soudal Ladies (ab 22. Juni)